# Маркин, Вячеслав Витальевич
Вячесла́в Вита́льевич Ма́ркин (17 сентября 1923; Будённый, Воронежская губерния — 2 марта 2010, Москва) — военный лётчик, Герой Советского Союза (1945), полковник (1975).

## Биография
Родился 17 сентября 1923 года в городе Будённый (ныне город Бирюч Белгородской области). С 1930 года жил в городе Липецк. В 1940 году окончил 10 классов школы и Липецкий аэроклуб. Работал инструктором физкультуры на Новолипецком металлургическом заводе.
В армии с ноября 1940 года. В 1942 году окончил Балашовскую военную авиационную школу лётчиков. В 1942—1943 — лётчик 5-го запасного авиационного полка (в городе Куйбышев).
Участник Великой Отечественной войны: в мае 1943 — марте 1945 — лётчик, командир звена, заместитель командира и командир авиаэскадрильи 624-го штурмового авиационного полка. Воевал на Брянском, 2-м и 1-м Прибалтийских, 3-м Белорусском и 1-м Украинском фронтах. Участвовал в Орловской, Витебско-Оршанской, Сандомирско-Силезской и Нижнесилезской операциях. Всего совершил 125 боевых вылетов на штурмовике Ил-2 для нанесения ударов по живой силе и технике противника.
За мужество и героизм, проявленные в боях, Указом Президиума Верховного Совета СССР от 27 июня 1945 года старшему лейтенанту Маркину Вячеславу Витальевичу присвоено звание Героя Советского Союза с вручением ордена Ленина и медали «Золотая Звезда».
В 1949 году окончил Военно-воздушную академию (Монино). Служил помощником командира штурмового авиаполка (в Прикарпатском военном округе). В 1951—1956 годах — лётчик-инспектор Управления военных учебных заведений ВВС, с 1956 года — помощник начальника Липецких лётно-тактических курсов ВВС по методической подготовке. С февраля 1958 года подполковник В. В. Маркин — в запасе.
После увольнения с военной службы жил в городе Липецк. В январе-марте 1961 года работал начальником подстанции в Липецком трамвайном управлении, в 1961—1965 годах — техническим инспектором в Липецком областном совете профсоюзов.
C 1965 года жил в городе Симферополь (Крым). В 1965—1978 годах работал начальником конструкторско-технологического бюро Крымского облместпрома, в июле-октябре 1978 года — председателем комитета ДОСААФ завода «Фиолент», в 1979—1981 годах — директором кинотеатра «Спутник», в 1981—1984 годах — директором Крымского кинокорреспондентского пункта Украинской студии хроникально-документальных фильмов.
В 1995—1999 годах жил в посёлке Развилка Ленинского района Московской области, с 1999 года — в Москве. Умер 2 марта 2010 года. Похоронен на Борисовском кладбище в Москве.

## Сочинения
- Маркин В. В. Записки военного лётчика. — М.: Советский писатель, 2005. — 144 с. — ISBN 5-265-06361-7.

## Награды
- Герой Советского Союза (27.06.1945);
- орден Ленина (27.06.1945);
- два ордена Красного Знамени (10.08.1943; 13.03.1944);
- орден Александра Невского (5.04.1945);
- два ордена Отечественной войны 1-й степени (29.09.1943; 11.03.1985);
- медали.

## Память
- В городе Бирюч на Аллее Героев установлен бюст В. В. Маркина.
- В городе Бирюч именем В. В. Маркина названа улица.
- В Москве на доме, в котором он жил (улица Братеевская, дом 16, корпус 6), установлена мемориальная доска.